# Fall of Efrafa
I Fall of Efrafa sono stati un gruppo musicale inglese di genere crustcore/post-hardcore attivo tra il 2005 ed il 2009.

## Storia del gruppo
Formatosi a Brighton-and-Hove nell'East Sussex, il quintetto nel corso della sua breve carriera ha dato alle stampe una trilogia, Warren of Snares, coprodotta da varie etichette, ispirata al romanzo di Richard Adams Watership Down (in italiano La collina dei conigli) e composta dagli album Owsla (guardiano), Elil (nemico) e Inle (morte). Efrafa è la colonia dittatoria contro la quale combatte un coniglio ribelle appartenente all'élite (Owsla). Parlando attraverso le metafore del romanzo il gruppo espone la propria idea politico/sociale profondamente animalista ed ateista; attacca le abitudini distruttive umane, analizza il rapporto con la religione e la lotta contro la tirannia. Tra le sue influenze la band cita Agalloch, Amebix e Neurosis.
Il primo album della band, Owsla, esce nel 2006, dove si alternano i D-beat del crust punk alla melodia malinconica del Post-rock con qualche parentesi sludge metal. Il titolo dell'album è una parola lapinica che nel romanzo corrisponde all'élite di guerrieri privilegiati all'interno delle conigliere che molto spesso approfittano della loro posizione agendo a discapito degli altri conigli. I pezzi sono 7 tutti molto lunghi e progressivi e probabilmente è il concept più fedele al libro della band.
Il secondo, Elil (in lapinico "predatore"), uscito l'anno successivo è un concept album strutturato in 3 sole tracce tutte di durata superiore ai 20 minuti. Il genere questa volta predominante è il post-rock che esprime una desolante atmosfera malinconica che in diversi casi si fonde con le ritmiche veloci e le chitarre distorte che questa volta cominciano a prendere ispirazione dal black metal e dalle sue recenti nuove stilistiche fuse con il post-rock.
L'ultimo, Inlé del 2009, il Post/Black metal che era soltanto una cornice nell'ultimo lavoro del gruppo diventa il genere predominante dando vita ad un insieme di emozioni e desolazione. La copertina nera e il titolo dell'album, Inlé il coniglio nero della morte, anticipano l'atmosfera che si respira in questo lavoro articolato in 7 brani tutti quanti malinconici e cupi. Stilisticamente il black metal e il post-rock sono i principali punti riferimento e rimpiazzano la velocità del crustcore con la melodia introspettiva; anche lo yelling vocale dei primi album si trasforma in scream e growl.
Dopo questo disco la band si scioglierà dando un ultimo concerto a Brighton il 4 dicembre 2009 in quanto il suo obiettivo era soltanto quello di realizzare questa trilogia, pubblicata poi in un cofanetto chiamato Warren of Snares Trilogy. Alex Bradshaw ha dato vita ai Light Bearer.
Oltre alla trilogia hanno realizzato anche 2 EP, Tharn (2008) e The Burial (2009) ed un DVD documentario del tour statunitense del 2009.

## Discografia

### Album in studio
- 2006 – Owsla (Alerta Antifascista/Behind the Scenes/Fight For Your Mind)
- 2007 – Elil (Alerta Antifascista/Behind the Scenes/Fight For Your Mind/Halo of Lies)
- 2009 – Inlé (Halo of Lies/Denovali Records)

### Split ed EP
- 2006 – Fall of Efrafa - Down to Agony (Split)
- 2008 – Tharn (Sound Devastation Records, Tadpole Records)
- 2009 – The Burial (Tadpole Records)

### Raccolte
- 2010 - The Warren of Snares

## Videografia
- 2010 – The Road

## Formazione
- Michael Douglas – basso
- George Miles – batteria
- Neil Kingsbury – chitarra
- Alex Bradshaw – voce
- Steven MacCusker – chitarra